# SAI Quiet Supersonic Transport
Der SAI Quiet Supersonic Transport (QSST) war ein Projekt des amerikanischen Herstellers Supersonic Aerospace International (SAI) zur Entwicklung eines Überschall-Geschäftsreiseflugzeuges.

## Geschichte
Im Jahre 2001 beauftragte SAI in einem 25 Millionen US-Dollar umfassenden Projekt die Firma Lockheed Martin Skunk Works mit der Entwicklung eines Überschall-Geschäftsreiseflugzeuges. Der QSST sollte pro Stück 80 Millionen US-Dollar kosten und bis zu 16 Passagieren Platz bieten. Ursprünglich sollte die erste Maschine 2014 flugfähig sein, die erste Auslieferung war für 2016 vorgesehen. Nach Problemen mit der Finanzierung verschob man zunächst den Zeitplan für den Jungfernflug auf 2017, bevor das gesamte Projekt 2010 gestrichen wurde.
Bei dem QSST sollte der Übergang in die Überschallgeschwindigkeit in 18.000 Meter Höhe am Boden nur noch mit einem Lärmpegel von 65 dB wahrnehmbar sein. Das entspricht einem Hundertstel des Concorde-Lärmpegels.

## Technische Daten QSST
| Kenngröße                     | Daten                                                                |
| ----------------------------- | -------------------------------------------------------------------- |
| Besatzung                     | 2                                                                    |
| Passagiere                    | 12–16                                                                |
| Länge                         | 40,27 m                                                              |
| Spannweite                    | 19,20 m                                                              |
| Höhe                          | 3,73 m                                                               |
| max. Startmasse               | unbekannt                                                            |
| Höchstgeschwindigkeit         | Mach 1,8 (2200 km/h)                                                 |
| optimale Reisegeschwindigkeit | Mach 1,6 (1960 km/h)                                                 |
| Dienstgipfelhöhe              | 18.000 m                                                             |
| Reichweite                    | ca. 4600 km                                                          |
| Triebwerke                    | zwei (Hersteller General Electric, Pratt & Whitney oder Rolls-Royce) |